# Hoffmannia caripensis
Hoffmannia caripensis är en måreväxtart som först beskrevs av Alexander von Humboldt och Aimé Bonpland, och fick sitt nu gällande namn av Julian Alfred Steyermark. Hoffmannia caripensis ingår i släktet Hoffmannia och familjen måreväxter. Inga underarter finns listade i Catalogue of Life.